# Der Pariser Bauer
Der Pariser Bauer (frz. Originaltitel: Le paysan de Paris) ist ein 1926 erschienener Roman des französischen Schriftstellers Louis Aragon und ein Hauptwerk aus seiner surrealistischen Phase. Eine deutsche Übersetzung unter dem Titel Pariser Landleben erschien 1969, eine Neuübersetzung mit dem Titel Der Pariser Bauer 1996.

## Struktur und Inhalt
Das dem surrealistischen Maler André Masson gewidmete Werk besteht aus einer Einleitung und drei nacheinander entstandenen, nur locker verbundenen Teilen, die teils aus zufälligen Beobachtungen und Gedankensplittern bei Spaziergängen, teils aus Reflexionen und philosophischen Exkursen (vor allem im Vorwort und im dritten Teil) bestehen. Ganz im Sinne des im Manifeste du Surréalisme (1924) von André Breton propagierten Schreibverfahrens weist es eine ähnliche Struktur auf wie Bretons 1928 erschienene Nadja und zählt mit diesem zu den Schlüsselwerken des Surrealismus. Das Werk hat keine eigentliche Handlung, sondern besteht überwiegend aus Deskription und Reflexion. Eigentlich entzieht es sich der Bestimmung des Genres; obwohl es meist als Roman bezeichnet wird, ist es eher ein literarisches Montagewerk, in dem Aragon jedoch durchweg als Ich-Erzähler auftritt.
Das kurze Préface à une mythologie moderne („Vorwort zu einer modernen Mythologie“) beinhaltet eine Polemik gegen falsche Gewissheiten, gegen den Schein der Evidenz, die Gewohnheit andauernder rationaler Analyse, die Kontrollmanie und die permanente Furcht vor dem Irrtum. Aragon stimmt ein Loblieb auf die „Diktatur der Sinnlichkeit“ und die Phantasie an, welche das „Wunderbare im Alltäglichen“ sucht. Nur durch sie trete die Wahrheit zutage, die durch Irrtümer nur bestätigt wird.

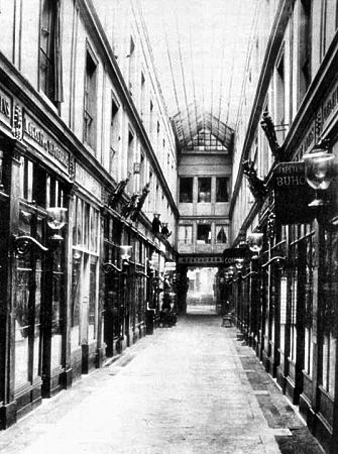
Galerie du Baromètre, eine der Galerien der Passage de l'Opéra um 1866 (Photographie von Charles Marville).

Der erste Teil (Le passage de l'Opéra, „Die Opernpassage“) zeichnet Aragons Wohnumfeld an der in den 1820er Jahren erbauten Passage de l'Opéra. Die Pariser Passagen werden auch als rues couvertes, als „gedeckte Straßen“ bezeichnet, da ihnen die seitlichen Häuserfassaden ein straßenähnliches Bild verleihen. In der Opernpassage im 9. Arrondissement, die aus zwei parallelen Galerien besteht, verabredeten Aragon, André Breton und ihre Freunde im Jahr 1919, sich regelmäßig hier im Café Le Petit Grillon statt im ihnen inzwischen verhassten Montparnasse oder Montmartre zu treffen. Als Aragon am Text arbeitete, stand der Abriss der in den 1820er Jahren erbauten Passage wegen der Verlängerung des Boulevard Haussmann bevor; er erfolgte 1925.
Aragon beginnt mit der Feststellung, dass die Säkularisierung die alten Tempel und Kultur zerstört habe: „Heute betet man die Götter nicht mehr auf den Höhen an“. Er begibt sich in die Höhlen und sucht das Fremde, sieht die unzeitgemäßen, vorkapitalistischen Verhaltensweisen ihrer Bewohner und entwickelt eine „Metaphysik der Orte“, indem er – einem willkürlich gewählten Weg folgend – die Passage mit einer fast naturalistischen, hart konturierenden Präzision beschreibt, die an die des Nouveau Romans erinnert. Hierin unterscheidet er sich von der surrealistischen Idee der écriture automatique. des impressionistisch fließenden automatischen Schreibens, die eigentlich die Beschreibung als literarische Form ablehnt. Eingeflochten sind Erinnerungen an seine Zeit während der französischen Rheinlandbesetzung und an seine Spielkumpane aus den Cafés. Immer wieder reflektiert er die Vergänglichkeit der Passagen oder beschreibt sie mit Metaphern des Todes.

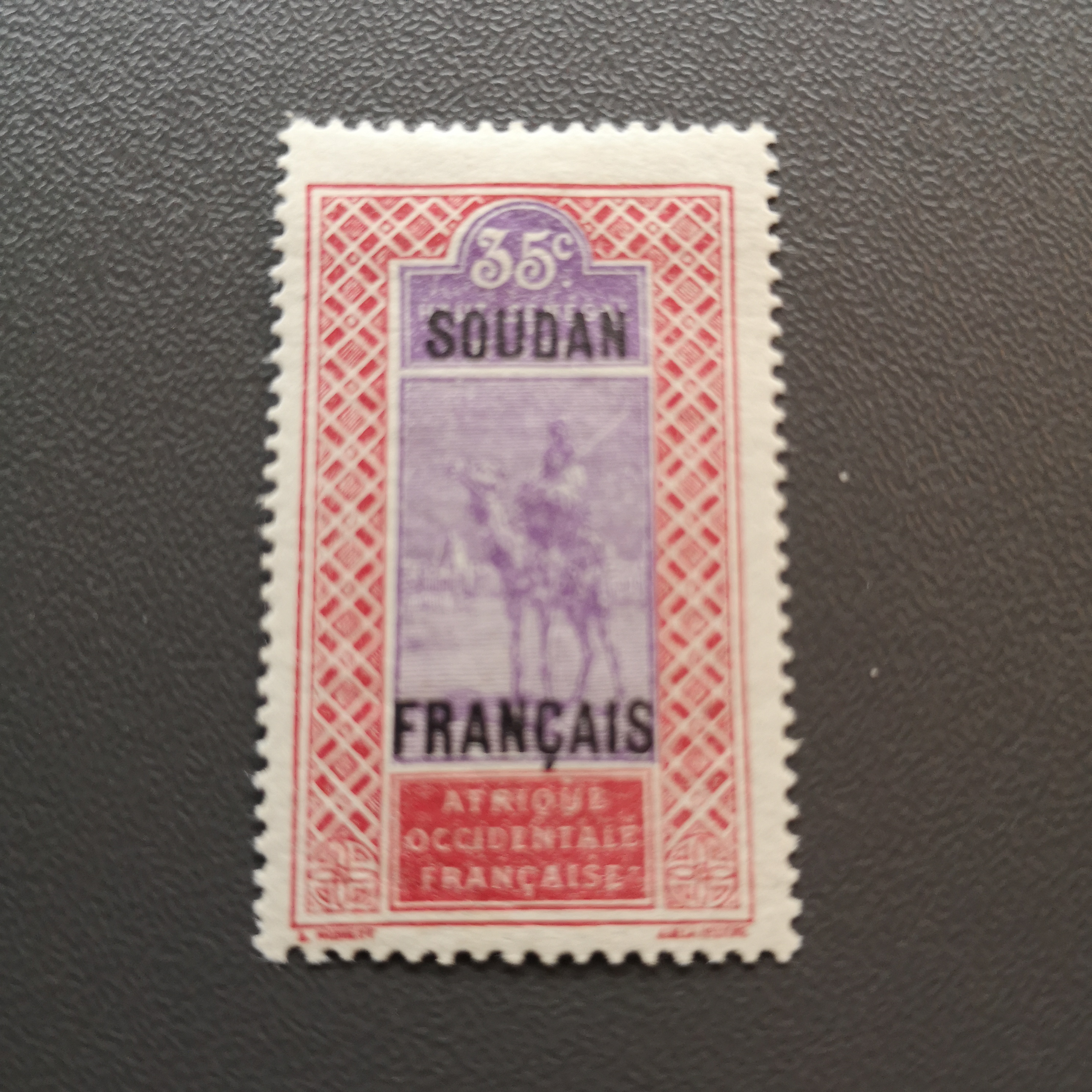
„Diejenigen, die sich wie ich vor einem kleinen karminrot eingefassten Rechteck, in dem auf dunkelbraunem Grund ein auf einem Dromedar reitender weißer Burnus seines Weges zieht, eine Vorstellung vom Sudan gemacht haben [...], mögen mich ohne viel Worte verstehen!“

Aragons Paris besteht aus einer „zügellosen“ Anhäufung von Bildern Galerien mit Buch-, Briefmarken-, Hut- und Spazierstockläden, Cafés, einem Stundenhotel und einem romantischen Garni-Hotel, in dem seine Dichterfreunde wohnen, einem Auktionshaus, einer Badeanstalt, einem vulgären Theater, einem Damen- und einem Herren-Friseursalon, einem als Massagesalon getarnten Bordell, das Aragon häufiger besucht, und deren schäbigen Interieurs, die bereits dem Untergang geweiht sind durch den „amerikanischen Drang“, dem Stadtbild einen „schnurgeraden Zuschnitt“ zu geben. In den dunklen Löchern dieser Realität tun sich für Aragon magische Abgründe auf: Er erkennt in den meergrünen, tiefseehaften gläsernen Passagen „menschliche Aquarien“, die sexuelle Assoziationen erzeugen, oder eine „Landschaft der verruchten Berufe“. Dann ist wieder von einem „Glassarg“ die Rede und von gefährlichen Tieren wie dem Föhn des Friseurs mit seinem „Schlangenhals“. Immer wieder werden einzelne Objekte fokussiert und quasi mikroskopisch vergrößert. Die blonden Haare einer Kundin des Friseurs, die Frauen, die in den Cafés Liebhaber oder Freier suchen, regen seine erotische Phantasie an. Das „Rauschgift der Phantasie“ behauptet in einer in die Beschreibungen eingefügten Ansprache an Willen, Vernunft und Empfindungsvermögen des Menschen seine führende Stellung.
Doch das „große Nagetier“, der Boulevard Haussmann, wird die gebaute unterirdische Landschaft aufbrechen und die „Weisen des Flanierens und der Prostitution“ tiefgreifend verändern. Aragon beschreibt einen Kampf, der „in Schießereien ausarten“ könnte, einen „richtigen Bürgerkrieg“ der von Enteignung und Ruin bedrohten Kleinhändler und anderen Grundstücksbesitzer gegen die Banken, hinter denen die großen Kaufhäuser wie die Galeries Lafayette stehen. Er nennt die unseriös niedrigen Entschädigungssummen und benennt die Machenschaften der Investoren. Eingearbeitet ist dokumentarisches Material, das die drucktechnische Einheitlichkeit des Textes stört. So wird eine vollständige Barkarte mit Preisangaben eingefügt oder ein Aushang, mit dem ein „Frontkämpfer 1914–1918, Kriegsversehrter“, der von einer Finanzierungsgesellschaft um sein Geschäft gebracht wurde und „außerstande“ ist, sich „neu niederzulassen“, einen Käufer für das Inventar seiner Bar sucht.

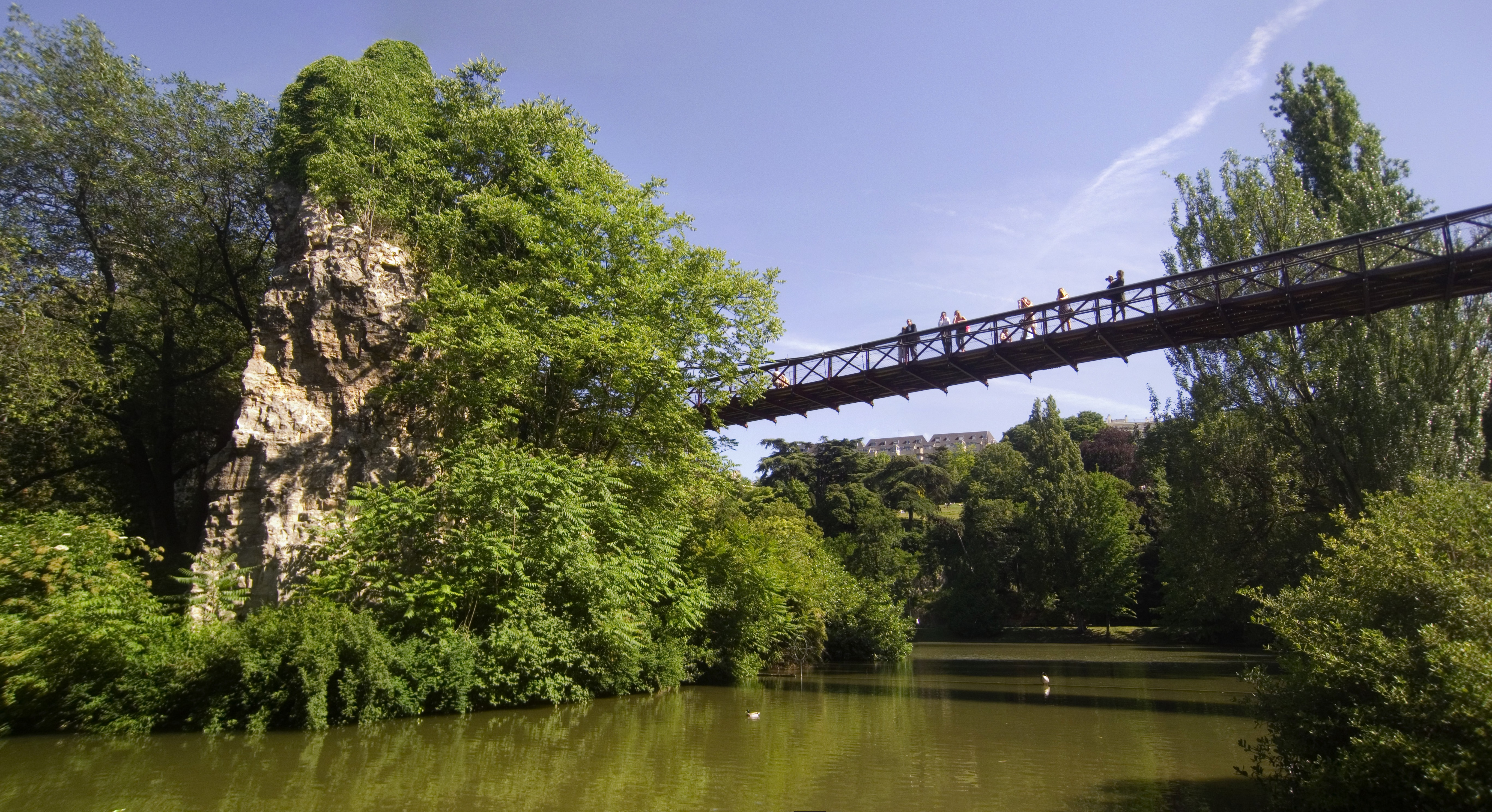
Hängebrücke von Gustave Eiffel im Parc des Buttes-Chaumont

Der zweite Teil Le sentiment de la nature aux Buttes-Chaumont („Das Naturgefühl auf den Buttes-Chaumont“) trägt den von Schelling entlehnten deutschen Untertitel „Anschauende Idee“: Jede Idee habe demnach einen visuellen Kern. Diese Vorstellungen sind das eigentlich Objektive und Schauplätze werden zu Sinnbildern des Absoluten. Für Aragon umfasst Natur nicht nur die Gegenstände, „an denen der Mensch nicht teilhat“, sondern „ganz einfach die Außenwelt“. Doch deren sinnliche Wahrnehmung ist nicht vom eigenen Unterbewusstsein getrennt: So stehen die von „Metallbildhauern“ gestalteten modernen bunten Götter der Zapfsäulen und die angebeteten Ölquellen für eine Ära der Beschleunigung, die den Menschen verwandelt hat.

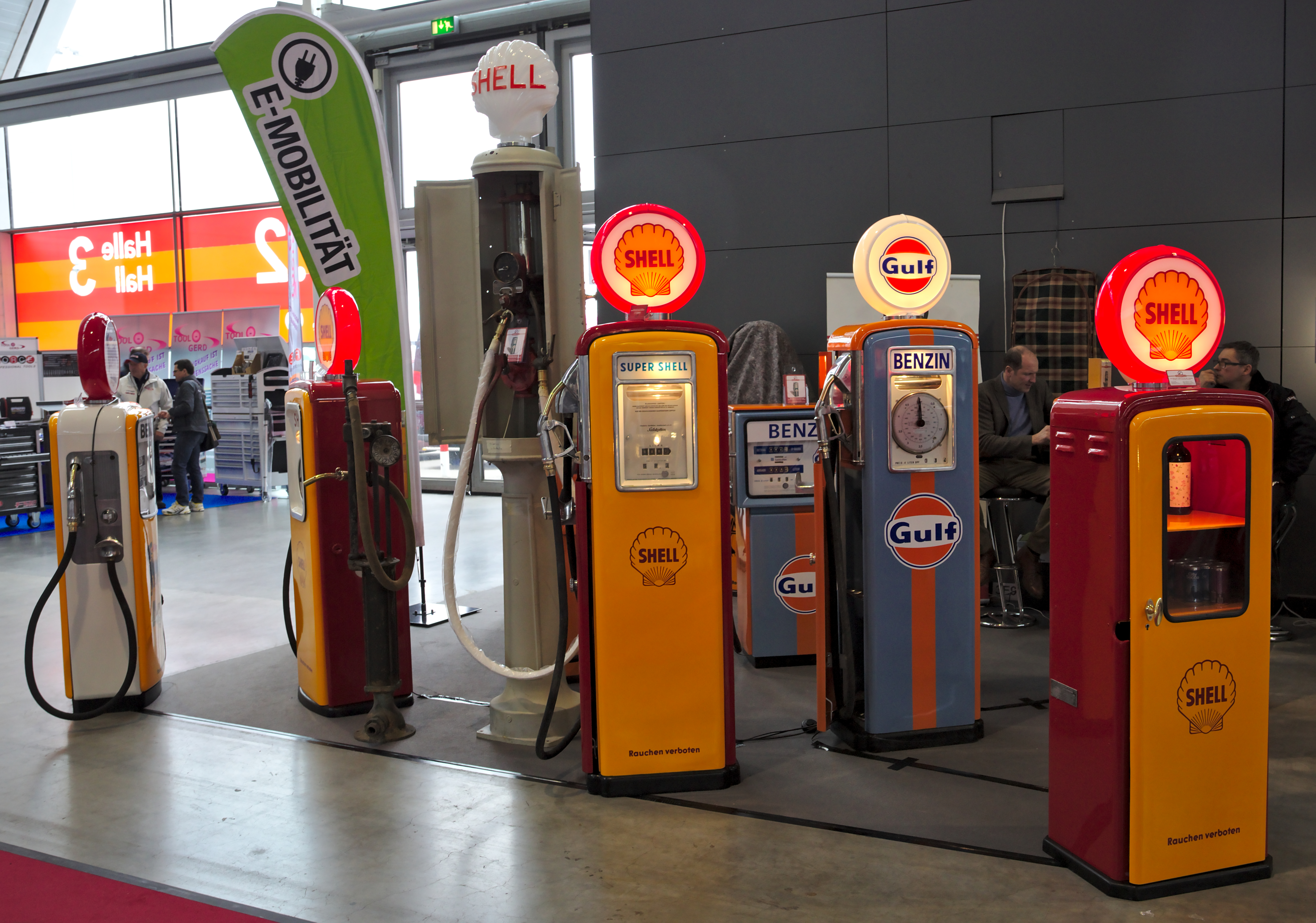
Historische Zapfsäulen

Mit dieser Einsicht begibt sich Aragon auf die Suche nach den neuen Naturmythen. Er beschreibt einen nächtlichen Spaziergang mit seinen Freunden André Breton und Marcell Noll im zur Zeit seiner Eröffnung 1867 avantgardistischen Landschaftsgarten Parc des Buttes-Chaumont, der im 19. Arrondissement liegt. Bedrückt von Langeweile (ennui) und ermüdet von den Spielen der Moderne begeben sich die Freunde fieberhaft auf die Suche. Doch treffen sie auch auf harmlos-biedere oder schwachsinnige Bronze- oder Marmorstatuen, durch welche der Mensch vergeblich versucht, sich vor dem Eindringen des Göttlichen in seine Welt zu schützen. Dazu inszeniert er Gegenrituale: Die seitenlang abgedruckten Inschriften einer bronzenen Barometersäule mit einem Plan von Paris enthalten Angaben über die Gegend, Adressen, meteorologische und Kompassdaten, Namen von Abgeordneten, die im Text mit akribischer Typologie wiedergegeben werden und das Druckbild erneut stören. Zwischen Statuetten, Hügeln, einem Wasserfall, einer Grotte und einem See treffen sich die Liebenden im Schatten, Doch in allem ist „die Frau“, deren Kurven man im Gelände findet, deren Abbild die ganze Welt ist. Alles ist göttlich, insofern es „der Frau“ ähnlich ist. Hier kann Aragons Beschreibung des Parks abbrechen, der Mythos ist entdeckt. Er wohnt auch in der Vergangenheit des Parks als Hinrichtungsstätte, diese ist ebenso wie die steinerne „Selbstmörderbrücke“ Element einer modernen Mythologie, sozusagen eines allgemeinen Unterbewusstseins. Die Erkenntnis lässt die drei Freunde erschaudern. Aragon preist das neuartige mythische Naturerlebnis in der Stadt als Quelle surrealistischer Inspiration. Für ihn wie für Schelling verschmilzt das Naturgefühl mit dem mythischen Sinn und findet den inneren Grund des Lebens. Doch um die Magie im Alltag zu erkennen, muss sich der Kopf zuerst vom Denken getrennt haben.
Im dritten Teil Le songe de paysan („Der Traum des Bauern“), versucht Aragon in Form lockerer Gedankenfragmente zu klären, wie man als Surrealist und Kritiker der Idealismus Realität beschreiben (und verändern) kann. Er nimmt dabei Überlegungen aus dem Vorwort wieder auf, wonach das Reale nicht abstrakt, sondern bildlich-konkret ist: „Nur das Konkrete ist poetisch“, es ist materialisiert, übt Kraft aus, kann Menschen bewegen. Die Gottesidee als Versuch, eine Ordnung hinter der Unordnung der Welt zu finden, sei nur ein Ausdruck von Geistesträgheit, doch gebe es eine Metaphysik: nicht des Begriffs wie bei Hegel, sondern der konkreten Erkenntnis. Das Bild ist das Bewusstsein des Konkreten, und der Schlüssel zur konkreten Erkenntnis ist die Liebe, die Aragon bei zwei Frauen fand. (Die eine wird vermutlich durch die Bérénice in seinem Roman Aurélien verkörpert.)

## Interpretation
Der Titel des Romans bezieht sich nach Yvette Gindine auf Aragon selbst. Aragon – so Gindine – fühle sich wie der Bauer auf seiner Domäne, die er genau kennt und die ihm ein Gefühl des Besitzes gibt. Darin kündige sich bereits die Haltung des sozialistischen Realismus an, die Aragon nach seiner Hinwendung zum Kommunismus und der Absage vom Surrealismus 1930 vertrat:
Im Wechsel von abstrakter Reflexion, poetisch-emotionaler und naturalistisch-präziser, mitunter vulgärer Sprache hinterfragt Aragon die sprachlichen Fixierungen der Lebenswelt. Durch sein Schreiben bringt er ihre Geheimnisse hervor. Er verwandelt das Ephemere in Mysterien. So wird die Prostituierte zur Sirene – ein Beispiel für die von Rosario Assunto beschriebene „Rückentwicklung“ der Literatur des 20. Jahrhunderts vom rein Ästhetischen zum Mythischen.
Während aber Walter Benjamin die Stadt Paris, ihre Straßen, Häuser und Gebrauchsgegenstände als Allegorien historischer menschlicher Taten interpretiert, erzeugt der Surrealist Aragon die mythische Wirklichkeit der menschlichen Artefakte auf quasi magische Weise durch seine Dichtung. Rüdiger Pfromm sieht in Aragons Werk den Versuch, Friedrich Schlegels Auffassung vom progressiven Kunstwerk und Novalis’ Konzeption eines Gesamtkunstwerks eine zeitgemäße Deutung zu geben. Ziel sei es, durch ein poetisches Leben die Gesellschaft zu verändern. Peter Bürger hält dieses Experiment jedoch für gescheitert: Das Ich, das in bedrängender Weise der Außenwelt unterworfen sei, versuche diese als „Emanation seiner selbst zu fassen“. Die Ausschaltung des bewussten Denkens sei dabei ein Rückfall in ein regressives magisches Denken und eine idealistisch-illusorische Freiheitsauffassung, die auch Walter Benjamin geteilt habe, die aber schon Hegel an der Freiheitsidee der Romantiker kritisiert habe, welche die individuelle Subjektivität gegenüber der Sittlichkeit absolut setze.

## Rezeption
Aragons surrealistische Passagenbeschreibung beeinflusste Walter Benjamins unvollendete Studie über die Pariser Passagen, in der er sich zunächst stark auf den Text Aragons bezog. 1927 oder 1928 übersetzte er einige Auszüge aus Le passage de l'Opéra. Später grenzte er sich von Aragon ab und nahm neben der im frühen 19. Jahrhundert entstandenen Architekturform der Passage auch die sozialen und ökonomischen Veränderungen dieser Epoche ins Blickfeld. Für ihn verwandelt sich die Passage aus dem magischen Feenpalast und der erträumten Tiefseewelt Aragons in einen Tempel des Warenkapitals.
Trudy Schmidt schreibt zur deutschen Ausgabe 1969: „Stellenweise ist man einfach beglückt und beinahe atemlos von der Begegnung mit diesem echten Dichter. [...] Aragon ist ein Ergriffener und ein Verführer zugleich. [...] Wir werden von seinen Stimmungen mitgerissen, wenn er philosophiert, spottet, wenn er depressiv ist oder gelangweilt. [...] Doch ist in großen Teilen des Buches zu spüren, wie sehr sein Schaffen gerade vom Unbewussten her gespeist wird. [...] Aragon gibt uns ein Stück Zeit- und Kulturgeschichte. Er deckt Geheimnisse von Gegenden innerhalb der großen Stadt Paris auf, die in ihrem Untergang in die Zukunft weisen.“
Gisela von Wysocki hält das von Pfromm für gescheitert erklärte Experiment für verlockend, ja für verführerisch: Der Autor sei Mythenforscher auf einer Erlebnisreise durch das „Blechmonstrum“ der Stadt; er verlagere die urbane Realität in „schamanistische Reviere“.
Fritz J. Raddatz betont, dass Aragon einen bestimmten Moment der Veränderung präzise fixiert: „nicht der flüchtige Eindruck der Passanten wird bildhaft gemacht [...], sondern ein sozialer Befund wird schließlich verdeutlicht. Nicht [...] auf realistische Weise - Aragons Buch ist der Versuch zu neuer Mythologie; deutlich und bedeutend und Deutung sind im Sinne des surrealistischen Zentralbegriffs Signifikanz hier parallele Schlüsselworte“ (im Sinne der Verwandlung von Banalem in Signifikantes, Bedeutung tragendes). Zugleich sei das Buch ein „Hymnus auf eine neue Natur“, die das Feld des Bauern in die Stadt verlege.

## Ausgaben
- Fragmentarischer Vorabdruck in La revue européenne und La révolution surréaliste 1924/25.
- Le paysan de Paris. Éditions Gallimard, Paris 1926. Weitere Ausgaben 1948, 1966 (Collection Le livre de poche), 1978.
- Le paysan de Paris in: L'OEuvre poétique, 2. Auflage, Band I, Buch III. Messidor/Livre Club Diderot, Paris 1989, S. 701–912.

Deutsch
- Pariser Landleben. Übers. Rudolf Wittkopf. Rogner & Bernhard, München 1969.
- Der Pariser Bauer. Übers. Lydia Babilas. Bibliothek Suhrkamp, Frankfurt 1996, ISBN 3-518-22213-9.

Englisch
- Paris Peasant. Translated and with an Introduction by Simon Watson Taylor. Boston 1971.